# Myioborus melanocephalus
Myioborus melanocephalus е вид птица от семейство Parulidae.

## Разпространение
Видът е разпространен в Боливия, Еквадор, Колумбия и Перу.